# Itaporanga (Paraíba)
Pour les articles homonymes, voir Itaporanga.
Itaporanga est une ville brésilienne de l'ouest de l'État de la Paraíba.
Sa population était estimée à 23 192 habitants en 2010. La municipalité s'étend sur 468 km2.